# 肯尼亚共产党
肯尼亚共产党（英語：Communist Party of Kenya），简称肯共（CPM），是肯尼亚的一个共产主义政党。该党成立于1992年，当时取名为社会民主党，创始人是约翰斯通·马考。在1997年肯尼亚大选中，该党赢得15个国民议会席位。2019年，该党改名为肯尼亚共产党。2022年，该党分裂为多数派和姆甘加派。2024年11月，多数派召开“二大”，另立共产党马克思主义—肯尼亚。